# Barro Alto (kommun i Brasilien, Bahia, lat -11,77, long -41,91)
Barro Alto är en kommun i Brasilien.   Den ligger i delstaten Bahia, i den östra delen av landet, 800 km nordost om huvudstaden Brasília. Antalet invånare är 13 626. Arean är 426 kvadratkilometer.
Terrängen i Barro Alto är platt åt nordost, men åt sydväst är den kuperad.
Följande samhällen finns i Barro Alto:
- Barro Alto

Omgivningarna runt Barro Alto är huvudsakligen savann. Runt Barro Alto är det ganska glesbefolkat, med 27 invånare per kvadratkilometer.